# هیساریا، بلغارستان

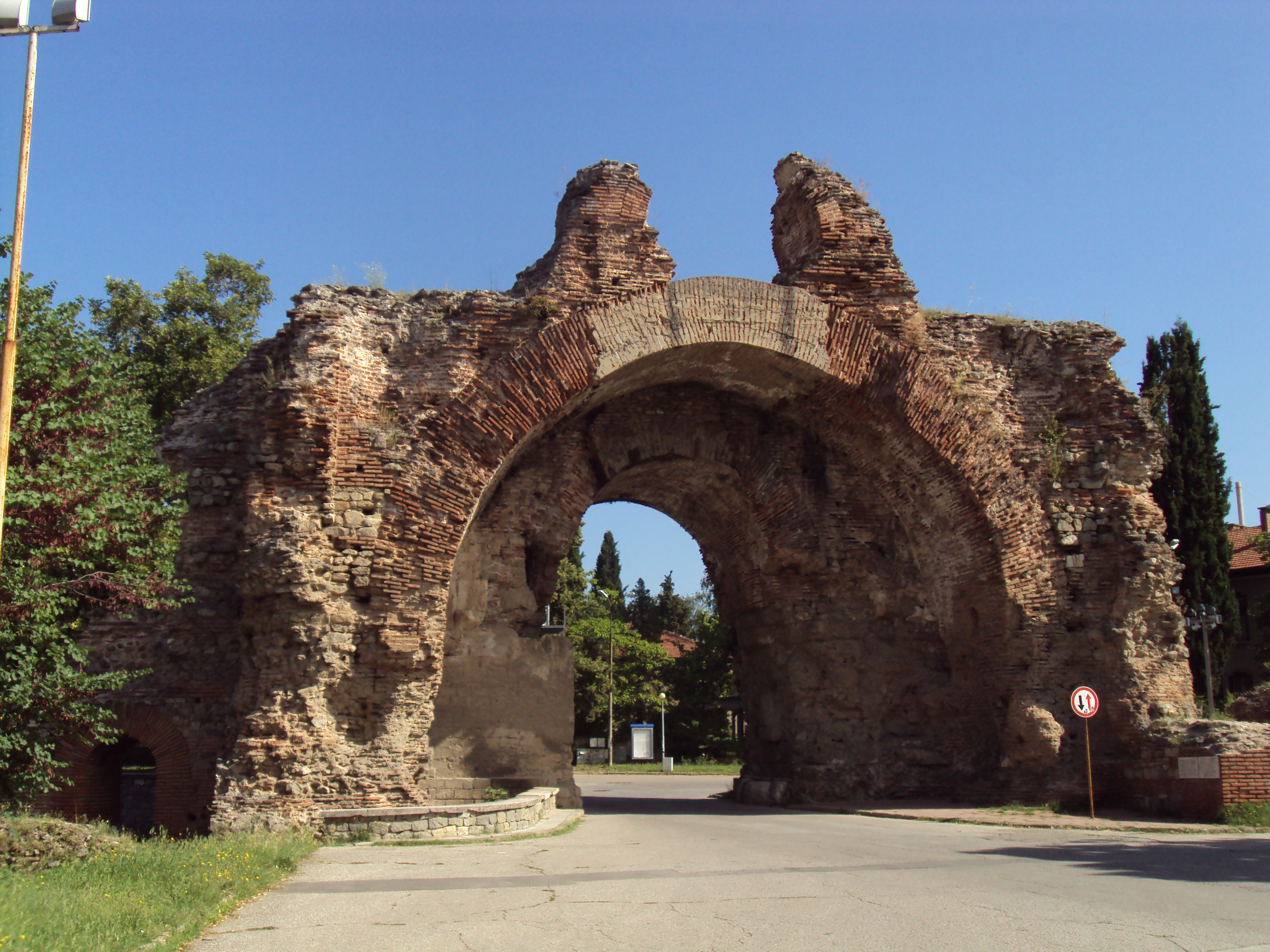
نمایی از دروازهٔ باستانی شهر هیساریا در استان پلوودیو، بلغارستان - ۲۰۱۵

هیساریا شهری در استان پلوودیو کشور بلغارستان است که جمعیت آن در سال ۲۰۰۱ میلادی ۸٬۲۹۹ نفر بوده‌است.